# Amauroderma elegantissimum
Amauroderma elegantissimum är en svampart som beskrevs av Ryvarden & Iturr. 2004. Amauroderma elegantissimum ingår i släktet Amauroderma och familjen Ganodermataceae.   Inga underarter finns listade i Catalogue of Life.